# Joel W. Bunkley
Joel William Bunkley (Macon, 3 luglio 1887 – 10 dicembre 1967) è stato un ammiraglio statunitense, che con il grado di captain era comandante nave da battaglia California durante l'attacco di Pearl Harbor. Insignito della Navy Cross nel corso della prima guerra mondiale.

## Biografia

Il relitto della California adagiato sul fondale del porto a operazioni di recuperò iniziate (1942).

Nacque a Macon, Georgia, il 3 luglio 1887, figlio di Thomas Pitt e di Anne Martha Brown . Ammesso a frequentare la United States Naval Academy di Annapolis nel 1908, ne uscì con il grado di guardiamarina nel 1911. Tra il 1909 e il 1912 fu imbarcato a bordo della nave da battaglia Connecticut. Tra il 1912 e il 1914 frequentò la Navy Post Graduate School, e tra il 1914 e il 1915 fu imbarcato sulla nave da battaglia Wyoming. Con il grado di tenente fu comandante degli yacht presidenziali Mayflower e  Sylph.
Dopo l'entrata in guerra degli Stati Uniti d'America nel 1917 fu trasferito in Francia al seguito del Naval Railway Battalion, una batteria di pezzi d'artiglieria navale di grosso calibro schierata sul fronte occidentale. Per il suo comportamento in azione fu insignito della Navy Cross, della Croce di Cavaliere della Legion d'onore e della Croce di Cavaliere dell'Ordine militare di San Benedetto d'Avis. Tra il 1919 e il 1920 fu aiutante del comandante della flottiglia cacciatorpediniere della Atlantic Fleet, e successivamente aiutante di campo del comandante in capo della Asiatic Fleet. Tra 8 giugno 1923 e il 1 gennaio 1925 fu comandante del cacciatorpediniere Pruitt, e poi dei similari Childs e Banner (1924-1926) e Wood e Greer (1928-1930). Tra il 1933 e il 1934 fu ufficiale esecutivo a bordo dell'incrociatore leggero Marblehead.
Tra il 1934 e il 1937 fu membro della Missione navale statunitense in Argentina, e tra il 1938 e il 1939 fu comandante del Destroyer Squadron 10. Il 31 dicembre 1940, con il grado di captain, assunse il comando della nave da battaglia California. Al momento dell'attacco delle forze aeronavali giapponesi, il 7 dicembre 1941, non si trovava a bordo della nave. Riuscì a rientrare a bordo della California con diversi alti ufficiali alle 9:00, ed assunse immediatamente il comando effettivo dell'unità. Alle 10:02 emanò l'ordine di abbandonare la nave, e i marinai si affrettarono a lasciare la California, molti nuotarono verso la vicina Isola Ford. Alle 10:15, visto che gli aerei giapponesi non ritornavano all'attacco comandò di interrompere l'evacuazione della nave, e che i marinai rientrassero a bordo della California per tentare di salvare la nave da battaglia che stava lentamente affondando. La lotta per mantenere a galla la California continuata nei giorni successivi all'attacco, terminò alla fine del 10 dicembre, quando la corazzata si fermò sul fondale del porto. I suoi ponti erano inondati, con solo la sua sovrastruttura che emergeva sopra l'acqua.  Mantenne l'incarico di comandante della nave da battaglia sino al 19 febbraio 1942. Si ritirò dal servizio attivo il 1 luglio dello stesso anno con il grado di contrammiraglio, rientrando subito in servizio come supervisore del New York Harbor mantenendo tale incarico fino al 17 gennaio 1946 quando fu posto definitivamente in pensione. Membro Istituto di Scienze Aeronautiche, membro del consiglio di amministrazione del World Wide Broadcasting Foundation, iscritto al New York Yacht Club, si spense il 10 dicembre 1967. La salma venne poi tumulata nel Cimitero nazionale di Arlington.

## Pubblicazioni
- Military and Naval Recognition Book: A Handbook on the Organization, Insignia of Rank, and Customs of the Service of the World's Important Armies and Navies, D. Van Nostrand Company, New York, 1917.

### Fonti
1. ↑  Worthpoint.
2. 1 2 3 4 5 6 7 8 9 10 11  Prabook.
3. 1 2  Naval History and Heritage Command.
4. 1 2 3 4 5 6 7  Warfare History Network.